# Cymbeline (toneelstuk)

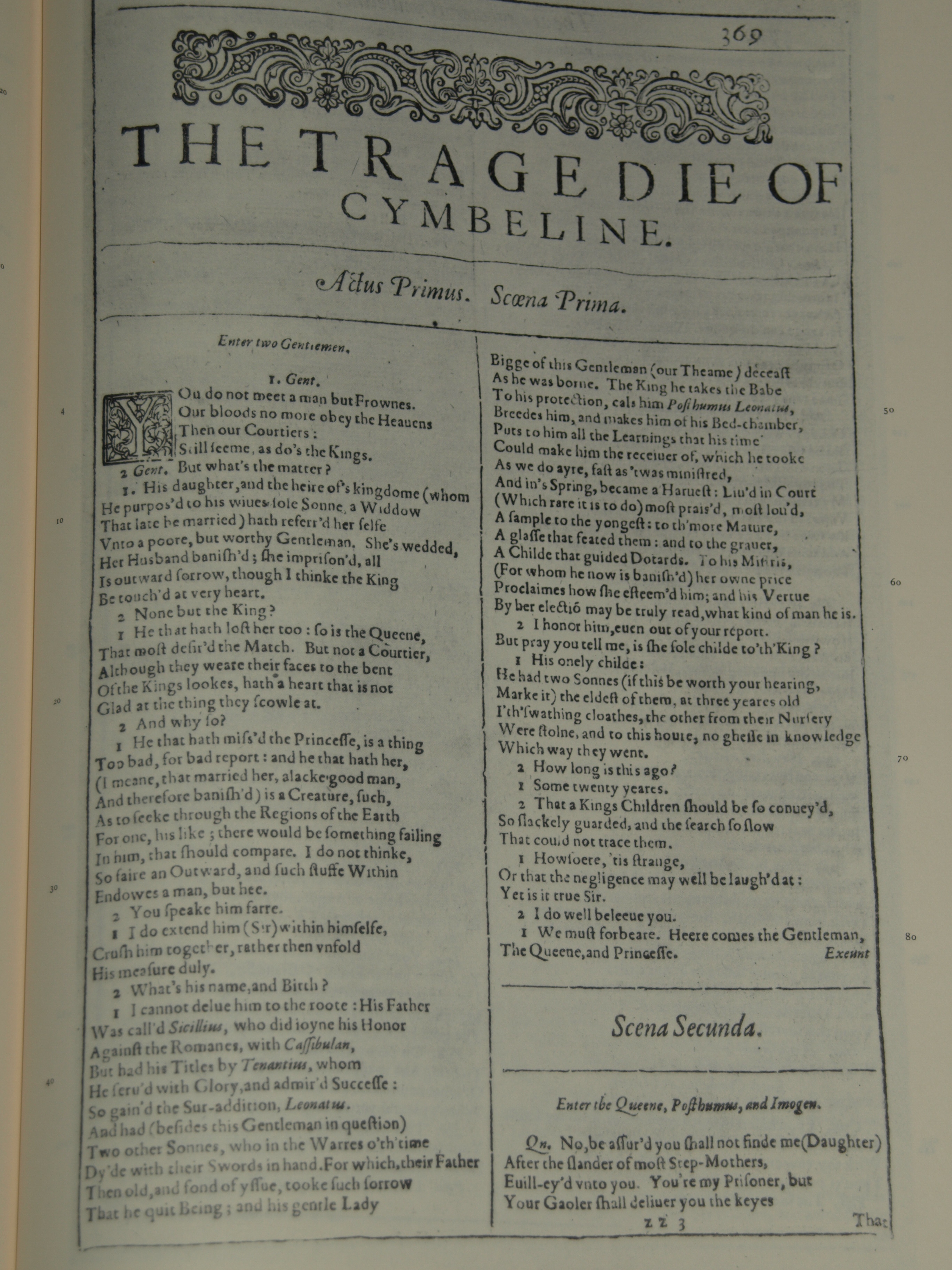
First Folio uitgave (1623) van Cymbeline

Cymbeline is een toneelstuk van William Shakespeare; het behoort tot zijn late romances en zou volgens stilistisch onderzoek vermoedelijk geschreven zijn in 1610 of 1611. In de First Folio-uitgave van 1623 werd het stuk opgenomen als laatste tragedie.

## Datering en eerste opvoeringen
Shakespeare schreef het stuk na Pericles, waarna waarschijnlijk kort daarop The Winter's Tale volgde. Dat het als 'tragedie' als laatste stuk werd opgenomen in de First Folio-uitgave van 1623 ligt gewoon aan het feit dat de 'Folio' geen categorie 'Romances' heeft. Mogelijk ging men er ook van uit dat een stuk dat de titel van een Britse koning droeg ondanks het duidelijke happy end beter als een tragedie kon worden voorgesteld. De twee andere romances, 'The Tempest' en 'The Winter's Tale', werden opgenomen bij de komedies.
De eerste vermelding van het stuk vindt men bij astroloog en occultist Dr. Simon Forman die niet lang voor zijn dood in september 1611 een voorstelling had gezien. Uit Formans dagboek kon worden afgeleid dat dit in de periode tussen 20 en 30 april moet zijn geweest. In die tijd had Shakespeares gezelschap samen met andere aandeelhouders Blackfriars Theatre verworven waar vanaf 1609 net als in Globe Theatre de volgende jaren publiekstrekkers als Cymbeline, The Winter's Tale en The Tempest werden opgevoerd.
De tweede vroegste referentie naar het stuk staat in het boek van de Master of the Revels, de ceremoniemeester aan het koninklijk hof, in verband met de festiviteiten van 1 januari 1634. Hij noteerde daarin dat het toneelstuk Cymbeline op die datum werd opgevoerd door de King's Men en dat het de koning bijzonder beviel.

## Inhoud

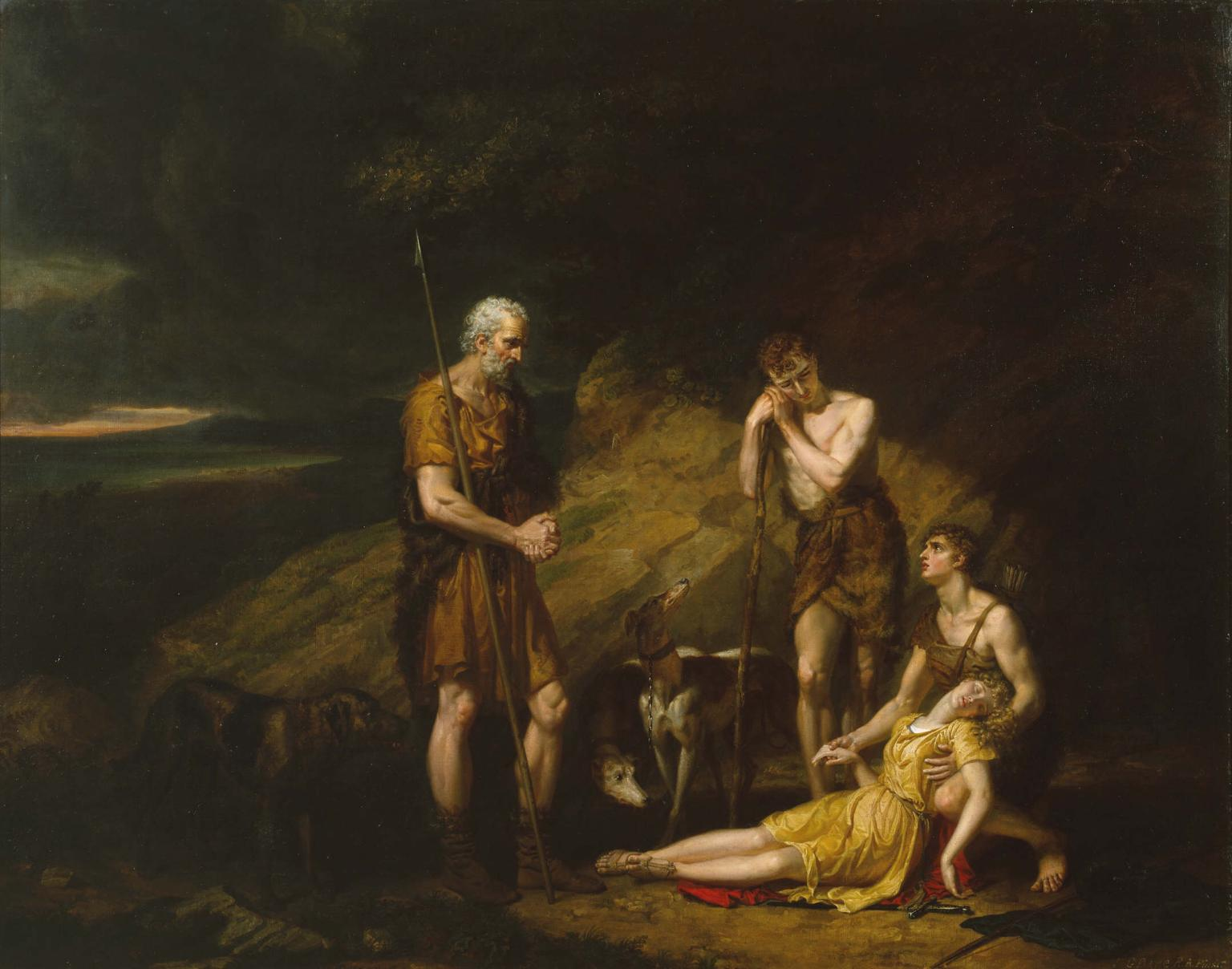
Imogen door Belarius ontdekt in de grot; schilderij van George Dawe